# Акарнания
Акарнания (др.-греч. Ἀκαρνανία, лат. Acarnania) — историческая область на западном побережье центральной части Греции, в настоящее время часть периферийной единицы Этолия и Акарнания в периферии Западная Греция. Ограничивалась с севера Амбракийским заливом, с юга — Калидонским заливом, на востоке, по реке Ахелоос граничила с Этолией. В море напротив Акарнании находится Итака — родина Одиссея, и множество других островов. Жители Акарнании занимались в основном земледелием, область не играла заметной роли в греческой истории. Несмотря на приморское расположение жители области, в отличие от других греков, не имели склонности к мореплаванию. Согласно Аполлодору, города в Акарнании основали Амфотер и Акарнан, сыновья Алкмеона, навербовав переселенцев в Эпире.